# Святой Викторий
Викторий (лат. Victorious, Victurius, фр. Victeur; умер в 490) — епископ Ле-Мана (ок. 451—490). Святой католической церкви, день памяти — 1 сентября.
Святой Викторий был учеником святого Мартина, епископа Турского. Он взошёл на епископскую кафедру Ле-Мана приблизительно в 435 году, став следующим после Либория главой местной епархии, упоминаемым историческими источниками. Святой Викторий участвовал в Анжерском (453) и Турском соборах (461).